# ETA SA
ETA，全名為ETA SA Manufacture Horlogère Suisse，是瑞士空白機芯生產商，產品包括有機械／石英手錶及時鐘機芯。由世界最大的鐘錶集團瑞士斯沃琪集團擁有，ETA本身由多間機芯廠合併及收購而成，包括有著名的Adolf Schild（AS）、Valjoux、Unitas等。
ETA最主要的產品是專注於機械機芯方面，多種不同類型的手錶機芯都有生產。除了供應給斯沃琪集團旗下的手錶品牌（如浪琴、美度、咸美頓、歐米茄、斯沃琪及天梭等）使用外，更是多間手錶廠商機芯供應商。例如百年靈、Fortis、英納格、梅花錶等，甚至連勞力士，ETA的機芯都曾出現在他們的產品中。而萬國錶、豪利時、泰格豪雅及帝舵也有部分型号使用以ETA機芯為基礎改良的機芯。

## 主要业务
保证瑞士手表的技术研究
发展以低廉价格进行的配件，机芯和整表的大规模生产
掌握手表和生产机器的所有技术
批量装配机芯和手表

## ETA 2824-2机芯
ETA 2824-2机芯由2824机芯发展而来，为ETA机芯中最为基础也是较为實用的机芯。其直径25.6mm，厚度4.6mm，动力储存约为38小时，25颗红宝石、震频每小时28,800次、双向自动上链。未经过改装的原始机芯拥有大三针和日历功能。
2824-2机芯经过不同级别的调试和改良，分为四种不同精准等级：标准级别，改良级别，高等级别和QF认证(亦被称为天文台认证)级别。其中改良级别和高等级别的区别在于使用的更高级的发条、游丝、擺陀，并改进了机芯的防震性能。机芯改良级别认定根据以下标准：
- 标准级别：手表在两个不同的摆放方位，平均误差为+/-12秒/天，最大误差为+/-30秒/天
- 改良级别：手表在三个不同的摆放方位，平均误差为+/-7秒/天，最大误差为+/-30秒/天
- 高等级别：手表在五个不同的摆放方位，平均误差为+/-4秒/天，最大误差为+/-10秒/天

天文台认证的级别则必须要有COSC的官方认证，并拥有独立的序列号。

## ETA 2892A2机芯
ETA2892A2为ETA旗下较为高级的机芯，被当今绝大多数高档品牌所使用。其机芯经过简单的打磨和调试后，甚至更换贵金属(例如K金或铂金)的摆舵后，可以轻易的达到天文台认证的级别。
2892A2机芯是ETA最精良及稳定的机型之一，环型摆轮，拥有21颗红宝石，双向自动上链，震频每小时28,800次，具有偏心螺丝微调器，便于精确的微调。著名的欧米茄同轴擒纵机械表亦使用以2892A2为基础改良而成的机芯。

## ETA 7750机芯
ETA 7750原名为Valjoux 7750，是属于Valjoux公司最著名的计时统芯。Valjoux 7750机芯于1974问世，多年来常见于各个品牌的自动上链计时码表与复杂功能表。 标准的7750机芯配有25颗红宝石，震频每小时28,800次，动能储时42小时，单向上链设计，使用与偏心螺丝原理相同的指针式微调装置，具有刻度指示，利于微调。
一款标准的ETA 7750机芯非常易于辨认，其6点，9点，12点位置拥有小表盘被用于计时码表。 7750机芯常被各大表厂改装以实现更多更复杂的功能，例如日期，星期，月份以及月相等。
ETA 7750机芯经过不同级别的调试和改良，可以分为三种不同精准等级：改良级别，高等级别和天文台认证级别。同ETA 2824-2机芯一样，其中改良级别和高等级别的区别在于使用的更高级的发条、游丝、摆舵，并改进了机芯的防震性能。机芯改良级别认定根据以下标准：
- 改良级别：手表在三个不同的摆放方位，平均误差为+/-5秒/天，最大误差为+/-15秒/天
- 高等级别：手表在五个不同的摆放方位，平均误差为+/-4秒/天，最大误差为+/-10秒/天

得到天文台认证级别的ETA 7750机芯的认证标准为：平均误差为-4/+6秒/天，最大误差为+/-5秒/天。

## 部分ETA機芯編號
- 2660
- 2671
- 2678
- 2750
- 2801
- 2804
- 2826
- 2834
- 2824-2
- 2836
- 2840
- 2842
- 2892
- 2892-A2
- 2893
- 6497
- 6498
- 7750
- 7751

## 備註
1. ↑  勞力士曾於其Daytona系列中使用Valjoux的機芯

## 外部連結
- ETA官方網站（页面存档备份，存于）
- Swatch Group（页面存档备份，存于）